# 23 steg till Baker Street
23 steg till Baker Street (engelska: 23 Paces to Baker Street) är en amerikansk-brittisk kriminalfilm från 1956 i regi av Henry Hathaway.
Filmen är baserad på Philip MacDonalds roman Brott i görningen.

## Handling
En blind amerikansk författare boende i London snubblar över en kriminell konspiration som involverar kidnappning och utpressning.

## Rollista i urval
- Van Johnson - Phillip Hannon
- Vera Miles - Jean Lennox
- Cecil Parker - Bob Matthews
- Patricia Laffan - miss Alice MacDonald
- Maurice Denham - kommissare Grovening
- Estelle Winwood - barflickan
- Liam Redmond - mr Murch
- Isobel Elsom - Lady Syrett
- Ben Wright - hotellportieren